# 向阳乡 (泸西县)
向阳乡，是中华人民共和国云南省红河哈尼族彝族自治州泸西县下辖的一个乡镇级行政单位。

## 行政区划
向阳乡下辖以下地区：
旧寨村、足马村、法土村、勺布白村、歹鲁村、阿盈里村、习峨村和沙马村。